# (2160) Spitzer
(2160) Spitzer – planetoida z pasa głównego asteroid okrążająca Słońce w ciągu 4,94 lat w średniej odległości 2,9 au. Została odkryta 7 września 1956 roku w Goethe Link Observatory w Brooklynie. Nazwa planetoidy upamiętnia Lymana Spitzera – amerykańskiego astronoma.